# 日本とチュニジアの関係
日本とチュニジアの関係（にほんとチュニジアのかんけい、アラビア語: العلاقات اليابانية التونسية、英語: Japan-Tunisia relations） では、日本とチュニジアの関係について概説する。日本とチュニジア共和国の関係とも。概ね友好的な関係を築いている。

## 両国の比較
|                   | チュニジア                   | 日本                            | 両国の差                    |
| ----------------- | ---------------------------- | ------------------------------- | --------------------------- |
| 人口              | 1181万8618人（2020年）       | 1億2583万人（2020年）           | 日本はチュニジアの約10.6倍  |
| 国土面積          | 16万3610 km2                 | 37万7972 km2                    | 日本はチュニジアの約2.3倍   |
| 人口密度          | 76 人/km2（2020年）          | 345 人/km2（2020年）            | 日本はチュニジアの約4.5倍   |
| 首都              | チュニス                     | 東京都                          |                             |
| 最大都市          | チュニス                     | 東京都区部                      |                             |
| 政体              | 大統領制 共和制              | （民主制）議院内閣制            |                             |
| 公用語            | アラビア語                   | 日本語（事実上）                |                             |
| 通貨              | チュニジア・ディナール       | 日本円                          |                             |
| 国教              | イスラム教                   | なし                            |                             |
| 人間開発指数      | 0.735                        | 0.919                           |                             |
| 民主主義指数      | 6.72                         | 7.99                            |                             |
| GDP（名目）       | 392億3567万米ドル（2020年）  | 4兆9754億1524万米ドル（2019年） | 日本はチュニジアの約126.8倍 |
| 一人当たり名目GDP | 3,319.8米ドル（2020年）      | 39,538.9米ドル（2020年）        | 日本はチュニジアの約11.9倍  |
| GDP（購買力平価） | 1297億6811万米ドル（2019年） | 5兆5043億3091万米ドル（2019年） | 日本はチュニジアの約42.4倍  |
| 一人当たり実質GDP | 11,096.3米ドル（2019年）     | 43,593.5米ドル（2019年）        | 日本はチュニジアの約3.9倍   |
| 経済成長率        | 1.0%（2019年）               | 0.3%（2019年）                  |                             |
| 軍事費            | 11億5737万米ドル（2020年）   | 491億4855万米ドル（2020年）     | 日本はチュニジアの約42.4倍  |
| 地図              |                              |                                 |                             |

## 歴史
1956年3月20日、フランス領チュニジアはムハンマド8世アル・アミーンを国王、独立を指導したハビーブ・ブルギーバを首相とするチュニジア王国として独立を果たした。宗主国フランスとの戦争を伴わない平和的な独立であったことから日本は1956年6月26日に速やかにチュニジアを国家承認し国交が樹立され、これは翌1957年にチュニジアが王制を廃止し共和制に移行してからも継続した。
1969年2月5日、チュニジアの首都チュニスに在チュニジア日本国大使館が開設。遅れて1979年には東京都千代田区に駐日チュニジア大使館が開設された。
1984年、当時のチュニジア首相であったモハメッド・ムザリの訪日時に、定期的に二国間協議「日・チュニジア合同委員会」が日本とチュニジアで交互に開催されることが取り決められ、二国間関係全般、中東情勢、アジア情勢等について幅広い意見交換が行われている。2019年2月には日本において第10回合同委員会が開催され当時外務副大臣であった佐藤正久が日本側団長として出席している。

## 外交

### 二国間関係
日本は東アジア、チュニジアは北アフリカに位置しているため地理的・歴史的な接点はほぼなかったものの、現在のチュニジアはイスラム教国で初めての女性首相が2021年に誕生したこと、アラブの春の成功例として挙げられていることなどからも分かるように中東では数少ない民主主義や自由主義、男女平等といった理念を日本と共にする国家であり、また人口はアフリカ31位と低い数字でありながら名目GDPでアフリカ14位かつ一人当たりの名目GDPでアフリカ第12位とアフリカの中では経済的に重要な地位にあるため、友好的な関係を築いている。民主化についても選挙監視団を派遣するなどして日本はチュニジアを支援した。
また、日本とチュニジアはともに国際連合、UNESCO、世界貿易機関、国際電気通信連合、国際刑事警察機構、万国郵便連合、国際水路機関などいくつかの国際組織の一員である。

### 日本要人のチュニジア訪問
2018年12月、当時外務大臣を務めていた河野太郎はマグリブ諸国訪問の一環としてチュニジアを訪れ、当時のチュニジア大統領ベジ・カイドセブシやチュニジア首相ユーセフ・シャヘドに表敬、さらにはチュニジア共和国外務大臣のハマイエス・ジヒナウイと外相会談を実施した。これは河野太郎にとっては13年ぶり、日本の外務大臣としては2010年の前原誠司以来8年ぶりのチュニジア訪問であった。
2020年12月、外務大臣であった茂木敏充はコロナ禍における数少ないアフリカ訪問先の一つとしてチュニジアを選び(ほかにはモーリシャス、モザンビーク、南アフリカ共和国)、チュニジア国務長官を務めるアリ・ナフティと会談して経済協力やリビア・北朝鮮などの情勢について意見交換がなされた。ほかにもチュニジア大統領カイス・サイード、チュニジア首相ヒシェーム・マシーシーへの表敬も実施され「自由で開かれたインド太平洋」について意見が交わされた。
外務副大臣としては2012年2月に山根隆治がチュニジアを訪問した。これは主要国およびアラブ諸国が情勢不安定なシリアについてを議論する「シリア・フレンズ会合」に出席するためであった。2014年3月には岸信夫がモロッコ、アルジェリアとともにチュニジアを訪問し当時のチュニジア首相メヘディ・ジョアマやチュニジア大統領モンセフ・マルズーキなどの要人と会談を行った。また2017年7月にはチュニスで開かれる第9回日本・チュニジア合同委員会出席のため薗浦健太郎がチュニジアを訪問、これは民主化プロセス終了後初の交流となった。
また友好関係にあることから、外務大臣政務官の往来も多い。2011年10月には浜田和幸が、2014年10月には中根一幸がザンビアとともにチュニジアを訪問している。この訪問は日本がチュニジアの民主化移行プロセスを支援しているためであり、浜田和幸と中根一幸はいずれも新憲法下での民主的な選挙が透明かつ公正な形で平和裡に実施されることを監視する選挙監視団の座長を務めていた。翌2015年3月にはチュニジア・チュニスのバルド国立博物館にて銃撃テロが発生するが(バルド国立博物館での銃乱射事件)、この際にも中根一幸はチュニジアを緊急で訪問している。
そのほか、2008年3月には宇野治外務大臣政務官が経済協力に関する協議のために、2015年2月には宇都隆史外務大臣政務官が民主化移行プロセス完了の祝意のために、2016年12月には滝沢求外務大臣政務官が外交関係樹立60周年を記念して、2018年3月には二国間関係進展のため堀井学外務大臣政務官が、2019年7月には日本の円借款により建設されたラデス発電所の完工式出席のため山田賢司外務大臣政務官が、2019年10月にはチュニジア国民代表議会選挙における選挙監視活動のため中谷真一外務大臣政務官がチュニジアを訪問するなど、緊密な関係が維持されている。

### チュニジア要人の訪日
2009年7月にはチュニジア共和国外務大臣のアブデルワハブ・アブダッラーが訪日。当時外務大臣であった中曽根弘文と外相会談を実施して日本の常任理事国入りの支持を受けたほか、内閣総理大臣であった麻生太郎への表敬も行われた。なお、3年前の2006年7月にもアブデルワハブ・アブダッラーは訪日しており、この時は外務大臣であった麻生太郎と外相会談を実施した。
2011年5月にはチュニジア共和国外務大臣のムルディ・ケフィが訪日し、二か月前に発生した東日本大震災、チュニジアの民主化プロセス、日本の常任理事国入りなどについてが議論された。
2013年6月にはチュニジア大統領として初めてモンセフ・マルズーキが訪日し、アフリカ開発会議に出席したほか総理大臣であった安倍晋三と首脳会談を実施、チュニジアの民主化プロセスや地域情勢についてが議論された。
2017年11月にはチュニジア共和国外務大臣のハマイエス・ジヒナウイが初訪日。日本の当時の外務大臣である河野太郎と会談を行った。ジヒナウイは2019年8月にもアフリカ開発会議のために訪日し、この際にも河野太郎と外相会談を実施している。
その他の要人としては、2018年2月にカメル・アクルート大統領府治安顧問が第2回日・チュニジア・テロ・治安対話の開催に伴い訪日、外務大臣政務官の堀井学や外務副大臣の中根一幸に表敬した。2019年2月にサブリー・バッシュトブジ外務大臣付国務長官が第10回日・チュニジア合同委員会のために訪日し日本側の代表である佐藤正久と会談したほか、当時外務大臣であった河野太郎への表敬が実施され、さらには彼の訪日歓迎レセプションには山田賢司外務大臣政務官が出席して交流を持っている。2019年6月には戦略的実務者招聘によってチュニジア戦略学研究所所長(チュニジアのシンクタンク)のネージー・ジャッルールが訪日し山田賢司外務大臣政務官に表敬した。

## 経済関係

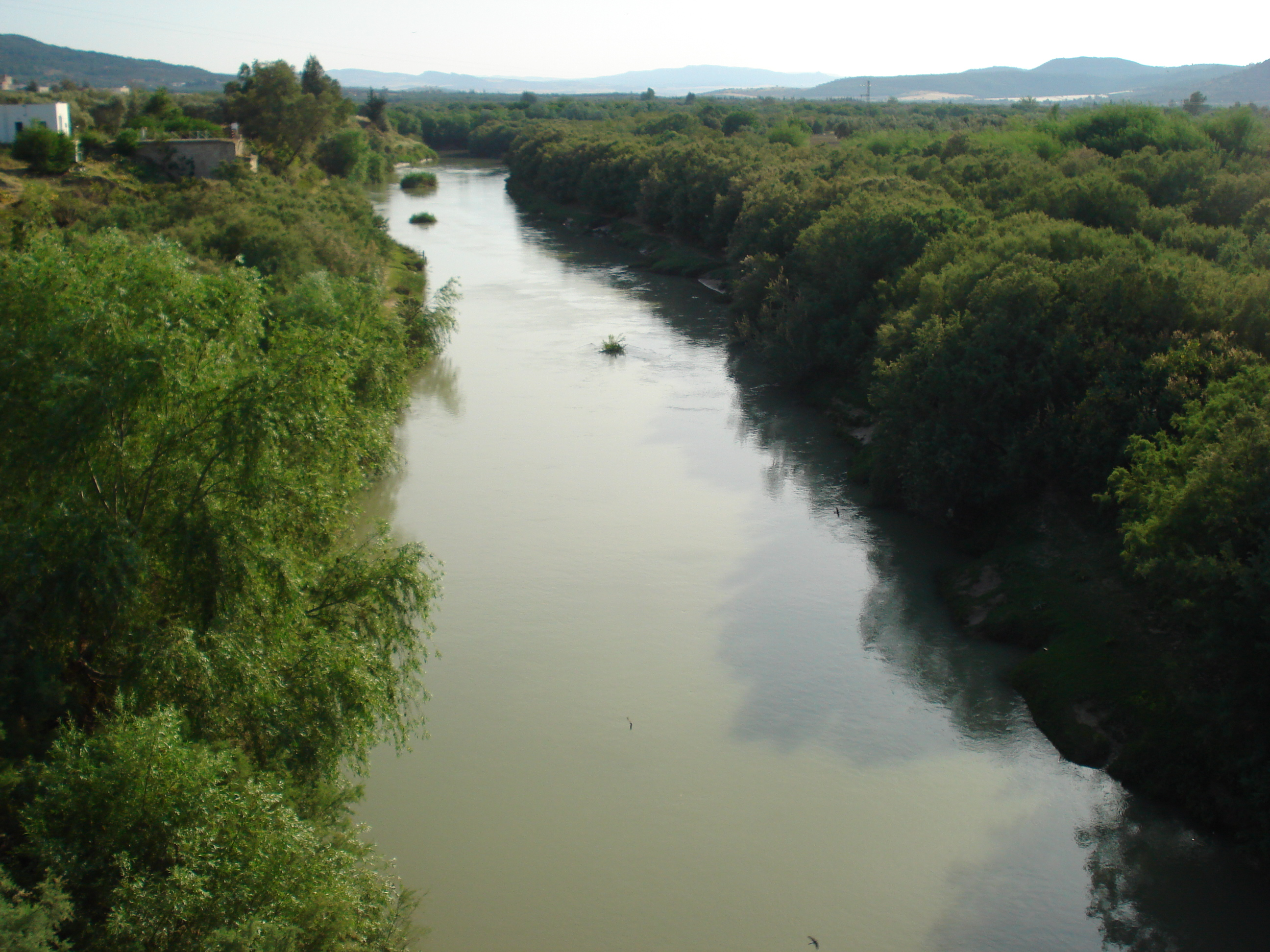
チュニス湾に注ぐ北アフリカ有数の大河で、日本が洪水対策の技術提供を実施

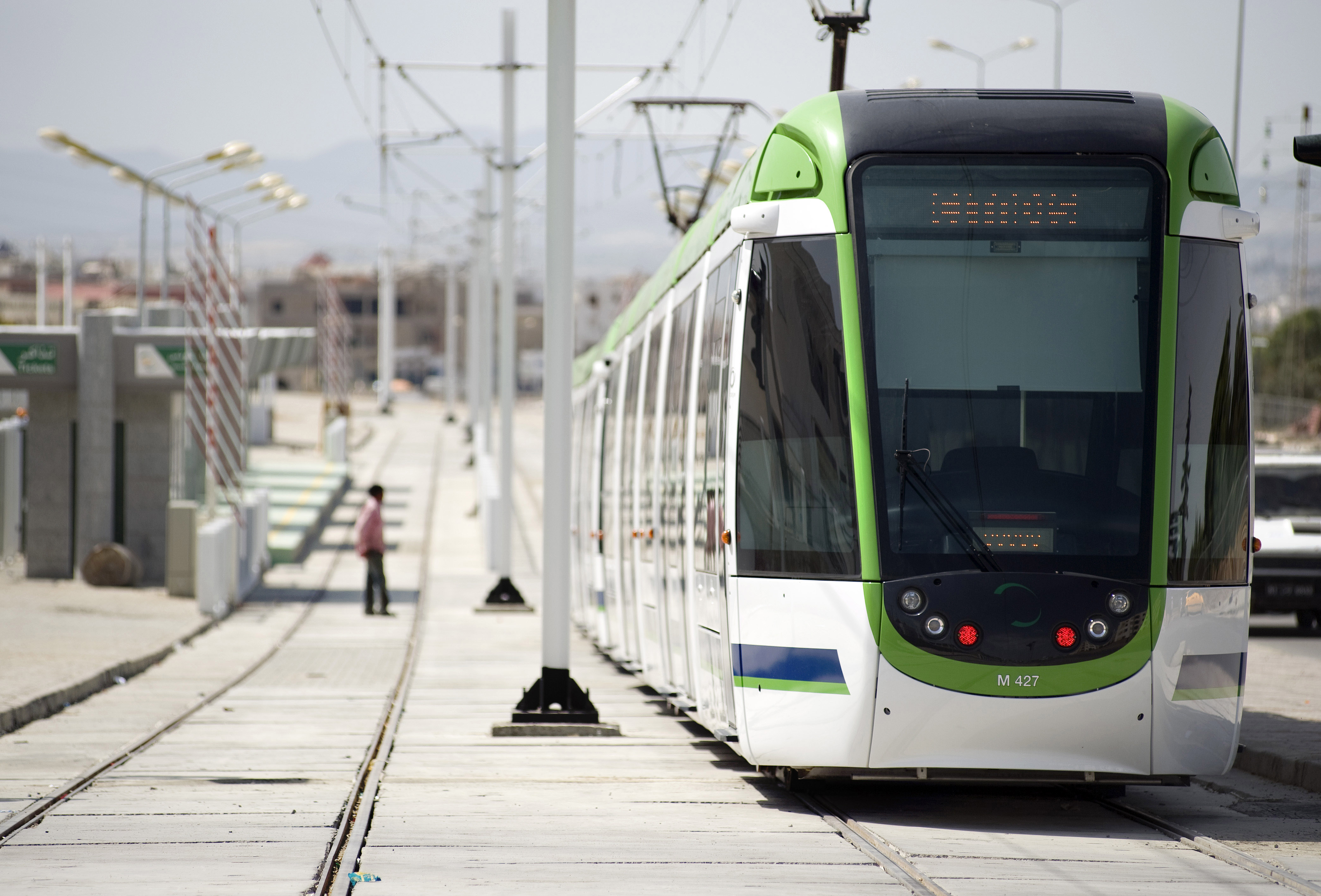
チュニスの鉄道網形成はフランスや日本、イタリアの経済・技術支援による

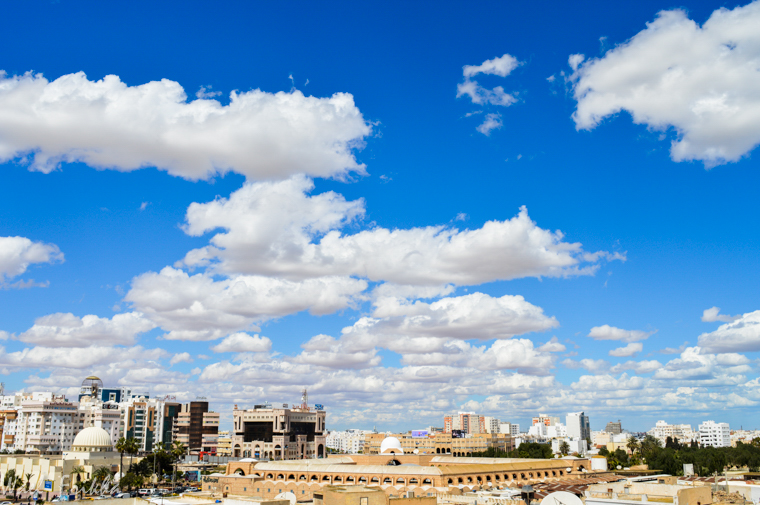
第二の都市スファックスでは水不足解消のため日本の海水淡水化技術が導入されている

### 貿易
2016年の日本との貿易は、対日輸出105.5億円、対日輸入95.2億円となっていて、2010年以降は輸出入ともに100億円前後を横ばいである。日本からの主な輸入品は自動車（バス・トラック）、鉄鋼製品、電気機器などであり、日本向け主な輸出品は魚介類（クロマグロ）、電気機器、衣類である。ただし両国ともに主要な貿易相手ではなく、チュニジアの主要な貿易相手は欧州連合(特に旧宗主国であるフランスが大きく、イタリア、ドイツと続く)、もしくはアルジェリアである。

### 進出企業
アフリカの中では経済的に高水準にあるため進出企業は少なくなく、代表的なものはガス開発に参入する三菱商事、ジェンドゥーバ県に2008年車用組み電線の製造拠点を新設した住友電装、ビゼルト県やガフサ県に工場を有する矢崎総業、伊藤忠商事、豊田通商、YKK、NECなどが挙げられる。

### 経済援助
政府開発援助としては、日本はチュニジアに対しは円借款および技術協力を中心として、産業のレベルアップ支援、水資源開発・管理への支援、環境への取り組みに対する支援の3分野を中心に援助を行っている。2018年までの円借款の累計はで3411億7700万円に上り、61億1800万円の無償資金協力、275億3500万円の技術協力も実施された。このように多額の援助実績があることからチュニジアにとって日本は主要な経済援助国であり、他にはフランス、ドイツ、イタリア、アラブ首長国連邦などが日本と並んで多額の援助を実施している。
近年の主要な開発援助は以下のようなものがある。
- 「南部地下水淡水化計画(10.23億円、2010年)」‐無償資金協力。チュニジア南部の飲用や農業に適さないほど塩分濃度の高い地下水を処理するため淡水化プラントを整備する[78]。
- 「治安対策機能強化機材整備計画(6.87億円、2015年)」‐無償資金協力。ジャスミン革命以降チュニジア政府が最重要課題とする治安改善のためチュニス周辺に対し防犯機材を提供・整備した[79]。
- 「チュニジアテレビ番組ソフト整備計画(0.37億円、2015年)」‐無償資金協力。公共放送局であるチュニジアテレビの公平性維持のため教育番組・ドキュメンタリー番組のソフトを提供した[80]。
- 「首都圏通勤線電化計画（1）(131.71億円、2001年)」‐有償資金協力。人口が増加しつつあるチュニス大都市圏では道路交通から鉄道輸送への移行が目指されており、チュニス首都圏南部の通勤線であるチュニス～ボルジュ・セドリア間の電化を支援[81]。
- 「首都圏通勤線電化計画（2）(45.96億円、2010年)」‐有償資金協力。人口が増加しつつあるチュニス大都市圏では道路交通から鉄道輸送への移行が目指されており、車両の新規調達や鉄道網の近代化による輸送能力強化[82]。
- 「太陽光地方電化・給水事業(17.31億円、2005年)」‐有償資金協力。チュニジアの地方農村地域では投資コストが高額な送配電線の整備が進まず未電化集落が点在しており、それら集落の生活水準向上のための支援[83]。
- 「民間投資支援事業(62.77億円、2007年)」‐有償資金協力。産業構造の多様化のため、製造業やサービス業振興の支援[84]。
- 「スファックス海水淡水化施設建設事業(366.76億円、2017年)」‐有償資金協力。降水量が少なく慢性的な水不足に陥っている第二の都市スファックスに海水を淡水にする施設を建設する[85]。
- 「メジェルダ川洪水対策事業(103.98億円、2014年)」‐有償資金協力。近年のチュニジア北部では集中豪雨やそれに伴う水害が頻発していることからメジェルダ川流域を対象に実施したインフラ整備[86]。
- 「地方都市給水網整備事業(60.94億円、2012年)」‐有償資金協力。チュニジア全土の20の地方都市の老朽化した水道網を修理・整備・拡張する[87]。
- 「ガベス-メドニン間マグレブ横断道路整備事業(150.84億円、2012年)」‐有償資金協力。1995年よりチュニジアは周辺の北アフリカ5ヵ国（エジプト、リビア、アルジェリア、モロッコ）とともに、カイロ～アガディール間を結ぶ「マグレブ横断道路」の整備構想を進めており、その支援[88]。
- 「ラデス・コンバインド・サイクル発電施設建設事業(380.75億円、2014年)」‐有償資金協力。近年の経済成長により電力需要が増大していることから建設を支援[89]。2019年7月の完工式には山田賢司外務大臣政務官が出席[55]。
- 「地方都市水環境改善事業(108.71億円、2013年)」‐有償資金協力。地方都市における下水道の整備などを行う[90]。
- 「品質／生産性向上プロジェクト(2009年)」‐技術協力。産業を継続させるコンサルタント(指導員)の育成協力[91]。
- 「品質／生産性向上プロジェクト（フェーズ2）(2016年)」‐技術協力。国家品質事業管理ユニットおよび3つの技術センター（機械・電子産業技術センター、繊維技術センター、化学工業技術センター）において品質・生産性向上活動を普及する人材の育成を支援する[92]。
- 「乾燥地生物資源の機能解析と有効利用(2010年)」‐技術協力。乾燥地生物資源の分析・研究・開発、およびそれを有効活用するための技術的基礎の形成を支援[93]。
- 「ガベス湾沿岸水産資源共同管理プロジェクト(2012年)」‐技術協力。乱獲により水産資源が減少するガベス湾を対象に水産資源を持続的に管理できる技術の提供[94]。
- 「南部地域開発計画策定プロジェクト(2013年)」‐技術協力。砂漠の広がる南部を対象に産業育成のための技術提供を実施し地域格差の是正や雇用創出に寄与[95]。
- 「観光プロモーション能力強化プロジェクト(2013年)」‐技術協力。カルタゴなど世界遺産を複数抱え観光業を基幹産業の一つとするチュニジアであるが、トズール県およびケビリ県はサハラ砂漠や山岳オアシスなど恵まれた観光資源を有していながら地中海沿岸部に比べて観光開発は遅れており、その開発のための支援[96]。
- 「エビデンスに基づく乾燥地生物資源シーズ開発による新産業育成研究(2016年)」‐技術協力。乾燥地の植生は機能性食品や医薬品などの分野で高いポテンシャルが見出されており、それによる新産業育成のための研究協力[97]。

## 文化交流

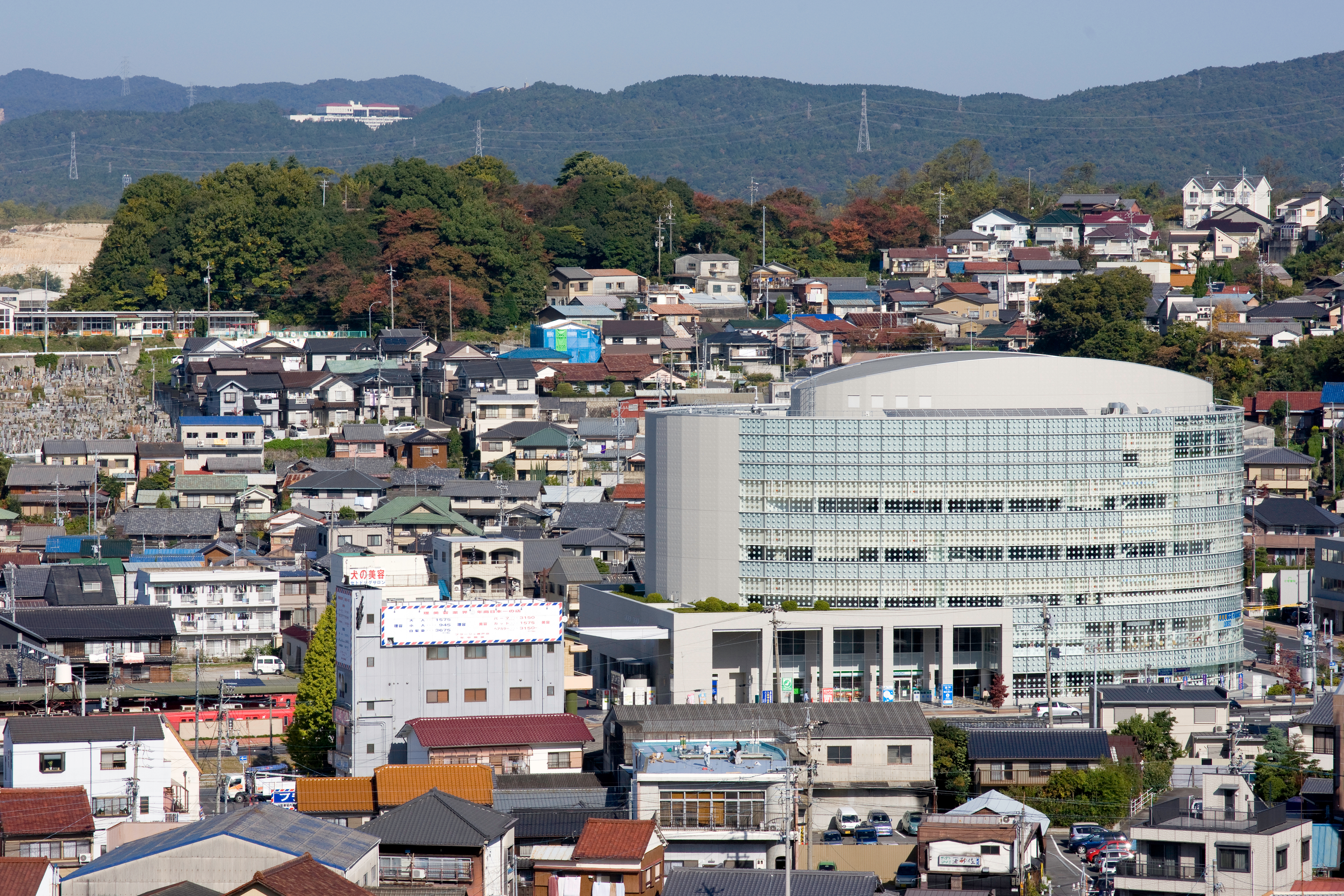
チュニジアと交流を持つ瀬戸市の中心部

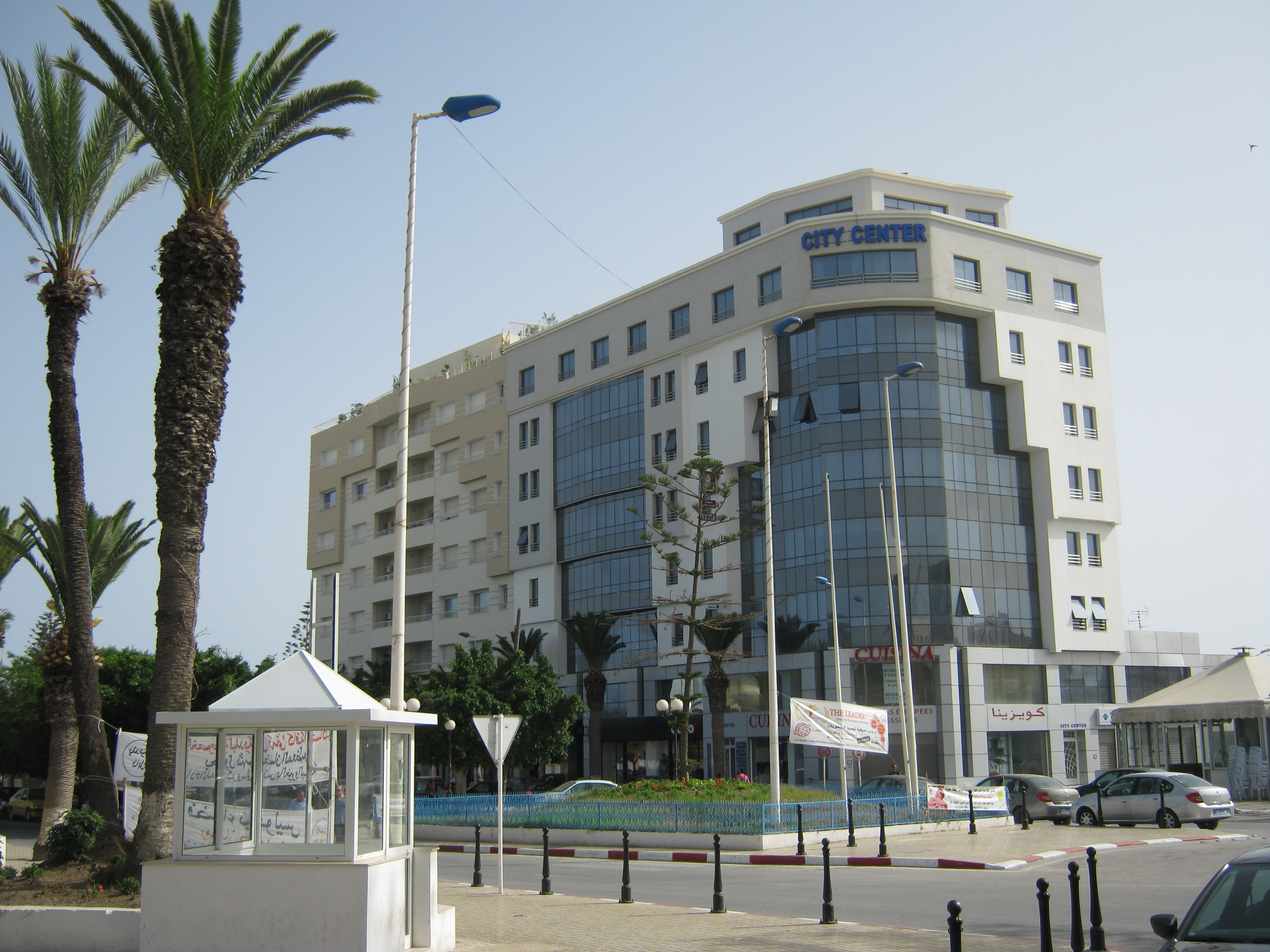
ナブールの中心部

筑波大学はチュニジア・チュニスに海外拠点を2006年から設置しており、ここを中心に学術交流が実施されている。
また日本映画・アニメの上映会の実施、日本人音楽家によるコンサートの開催などが実施され、日本語学校も開校されている。2006年には『火垂るの墓』などの脚本・監督を務めた高畑勲がモロッコ・メクネスとチュニジア・チュニスを訪問し、アニメに関する講演会を開催している。
2017年、明治大学の元学生であった高橋佑規がチュニジアのバラエティ番組に出場しコントを披露したところ評判となり、多数の番組に出演。アジア人の象徴的呼称がジャッキー・チェンから高橋に変化するほどの社会現象を引き起こした。

### 姉妹都市
- 愛知県瀬戸市 ‐ チュニジア・ナブール[102]

陶器の名産地として知られており、水差し、壷、花瓶など幅広い陶器が生産されている。1997年に在日チュニジア共和国大使館の特命全権大使が瀬戸市を訪問したことがきっかけで交流が始まり、1999年には瀬戸市制施行70周年記念「瀬戸市・ナブール市交流展」が市民会館で開催。2000年にはナブールで開催された「国際陶磁器フェスティバル」に瀬戸のやきものを出展しまし、その後シニアボランティア3人をナブールに派遣した。そして2004年、両市は姉妹都市協定を調印。

## 外交使節

### 駐日チュニジア大使
| 代 | 氏名                               | 在任期間        | 備考 |
| -- | ---------------------------------- | --------------- | --- |
| 1  | ハビーブ・ベン・ヤヒア             | 1977年 - 1981年 | 特命全権大使 信任状捧呈は4月12日 初代 |
| 2  | モンセフ・ジャファー               | 1981年 - 1988年 | 特命全権大使 信任状捧呈は10月26日 |
| 3  | アブデルハミド・ベン・メッサウーダ | 1988年 - 1992年 | 特命全権大使 信任状捧呈は10月18日 |
| 4  | ヌルディーヌ・メジュドゥーブ       | 1992年 - 1997年 | 特命全権大使 信任状捧呈は12月1日 旭日重光章受章 |
| 5  | サラ・ハンナシ                     | 1997年 - 2007年 | 特命全権大使 信任状捧呈は10月23日 旭日重光章受章 |
|    | タレック・アムル                   | 2007年 - 2008年 | 臨時代理大使 |
| 6  | ヌルディーン・ハシェッド           | 2007年 - 2011年 | 特命全権大使 信任状捧呈は2008年1月8日 元駐イタリア、駐ベルギー、駐アルジェリアチュニジア大使、アラブ連盟副事務総長などを歴任                                                                                    |
|    | モハメッド・トラベルシ             | 2011年          | 臨時代理大使 |
| 7  | エリエス・カスリ                   | 2011年 - 2013年 | 特命全権大使 信任状捧呈は7月13日 2011年11月には浜田和幸外務大臣政務官に表敬 |
|    | モハメッド・エルーミ               | 2013年 - 2014年 | 臨時代理大使 |
| 8  | ファルハト・クリフ                 | 2014年 - 2015年 | 特命全権大使 信任状捧呈は2月24日 |
|    | モハメッド・エルーミ               | 2015年          | 臨時代理大使 |
| 9  | カイス・ダラジ                     | 2015年 - 2018年 | 特命全権大使 信任状捧呈は12月25日 旭日重光章受章 2016年1月には外務副大臣だった武藤容治に、2018年7月には堀井学外務大臣政務官に、2018年中には二度中根一幸外務副大臣に表敬を実施し二国間関係の発展について協議した |
| 10 | モハメッド・エルーミ               | 2018年 - 2023年 | 特命全権大使 信任状捧呈は12月4日 2019年9月には中谷真一外務大臣政務官に、2020年1月には若宮健嗣外務副大臣に、2020年11月には中西哲外務大臣政務官と鷲尾英一郎外務副大臣に表敬を実施した。                           |
|    | アバス・フセム                     | 2023年 - 2024年 | 臨時代理大使 |
| 11 | アハメッド・シャッフラ             | 2024年 -        | 特命全権大使 信任状捧呈は4月10日 |

### 駐日チュニジア大使館
- 住所：東京都千代田区九段南三丁目6-6
- アクセス：JR総武線・東京メトロ南北線・有楽町線・都営新宿線市ケ谷駅A3出口、または東京メトロ東西線・半蔵門線九段下駅2番出口

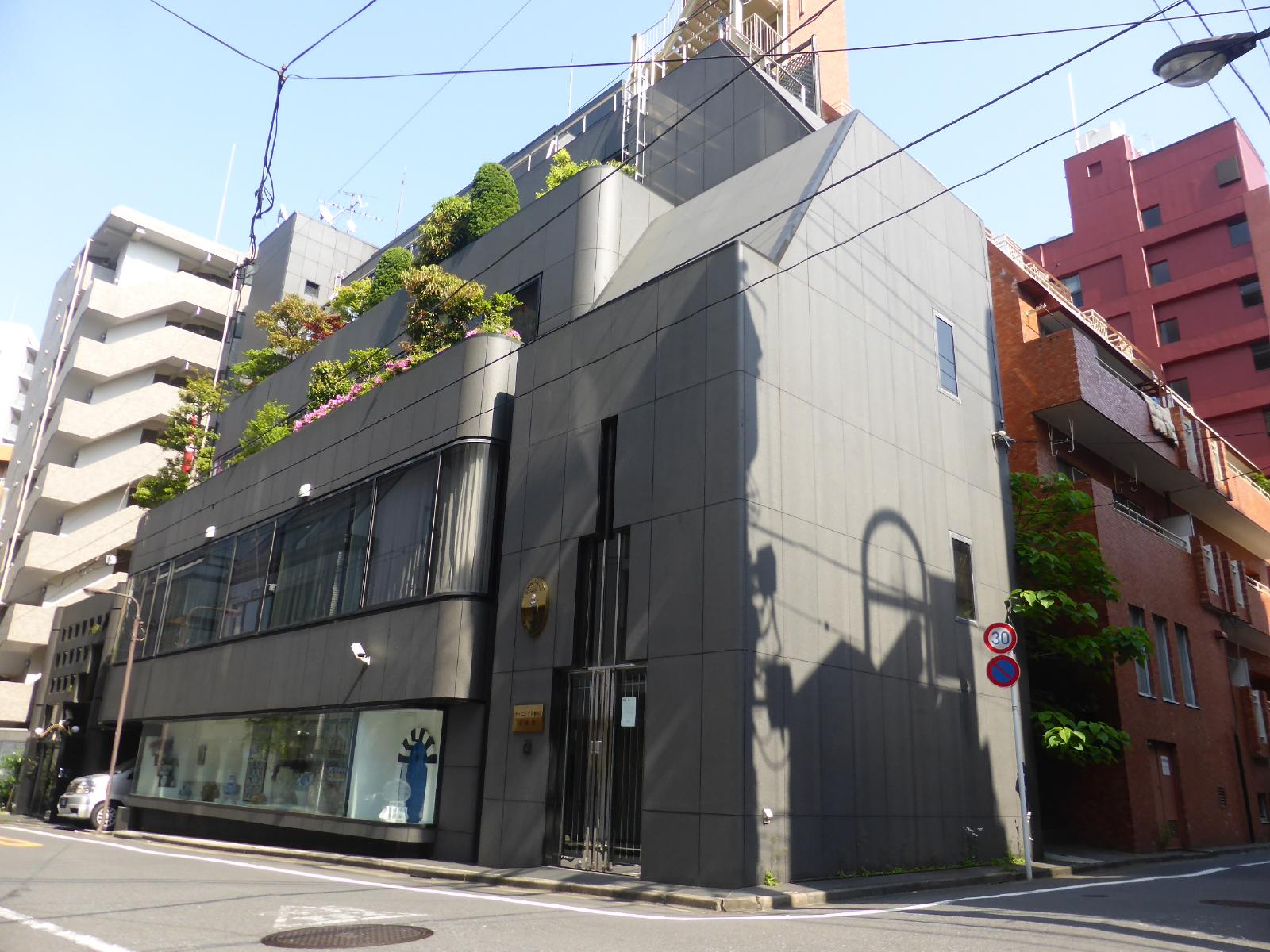
チュニジア大使館全景
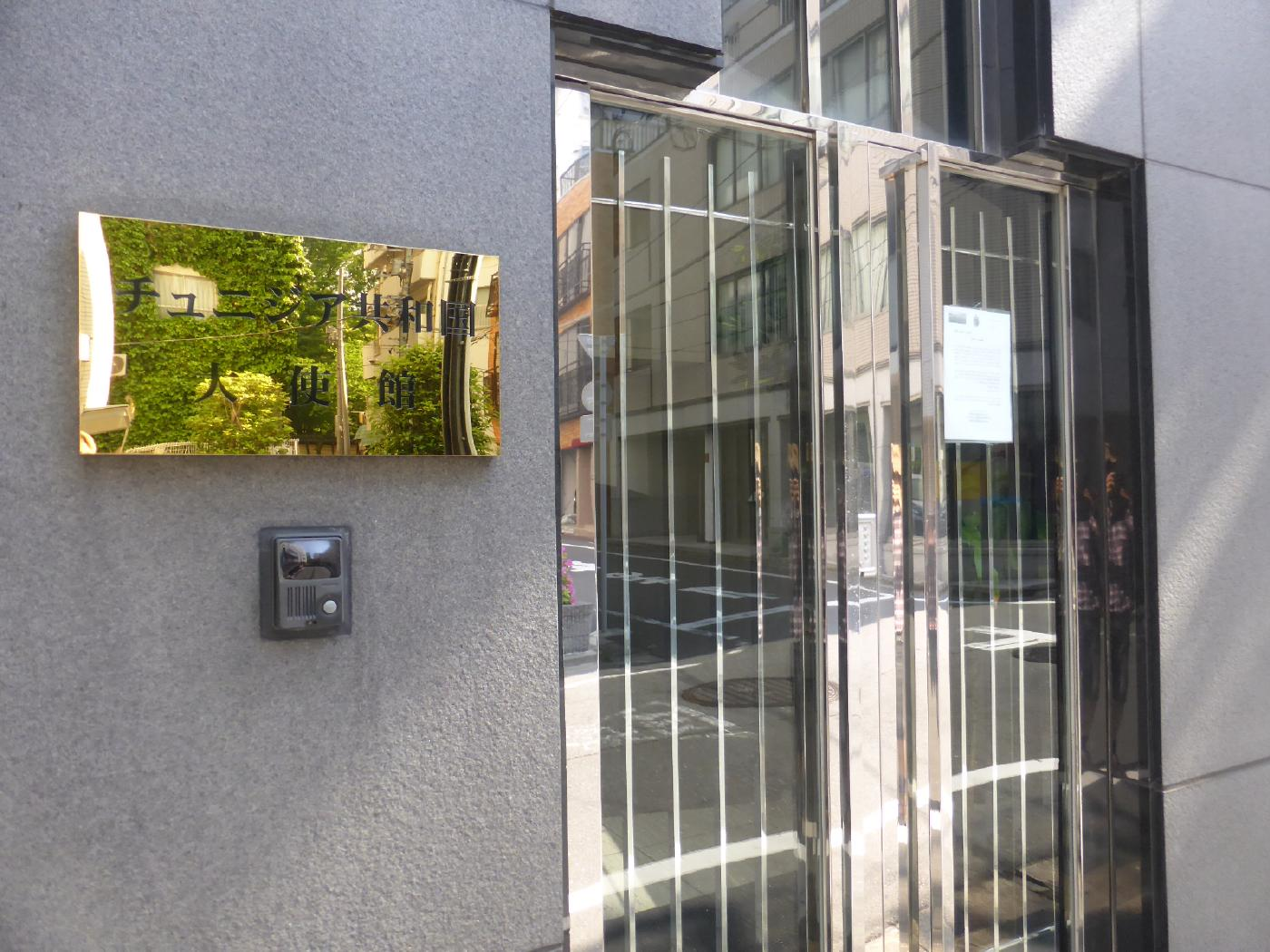
チュニジア大使館プレート
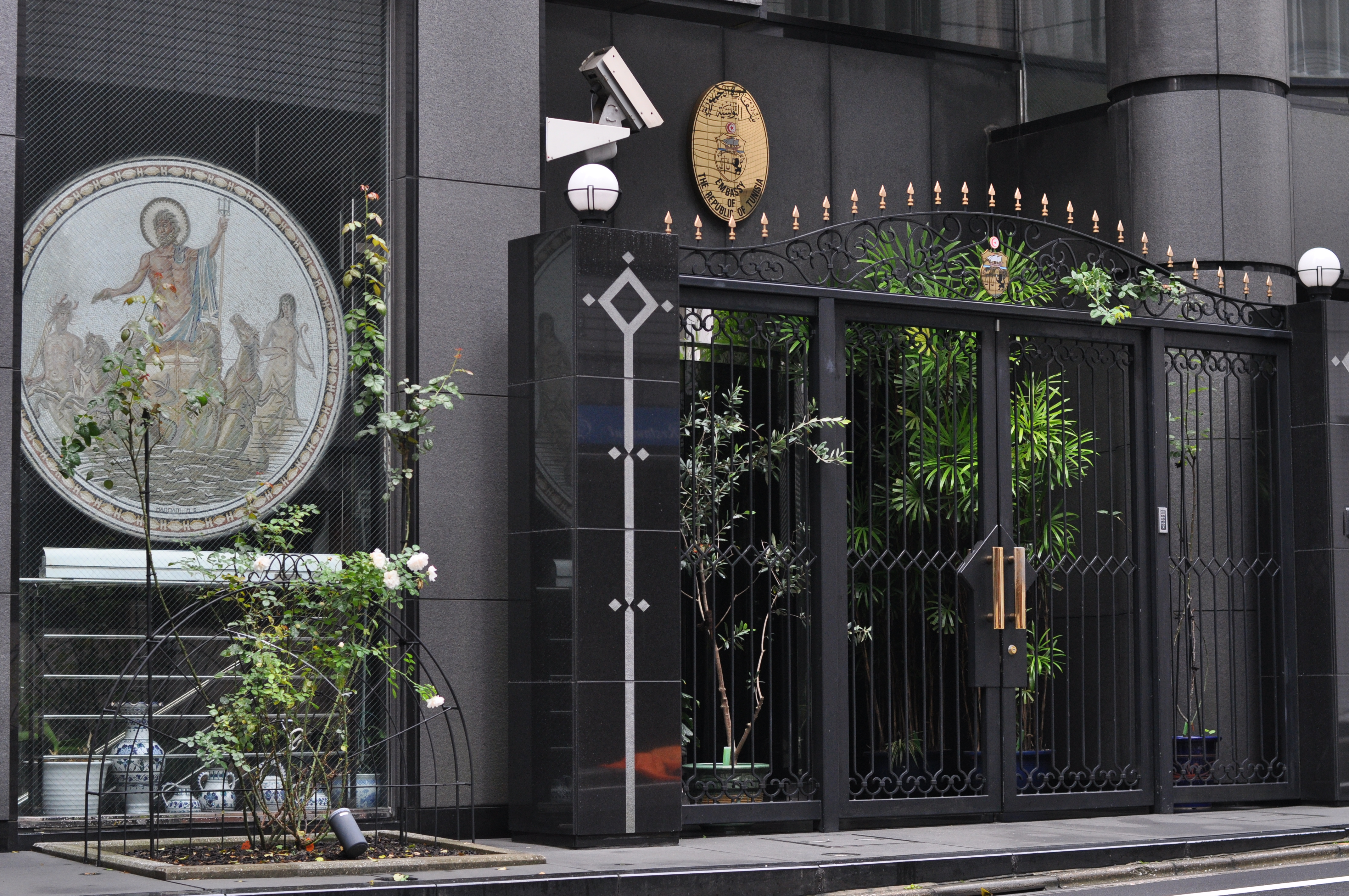
チュニジア大使館正門
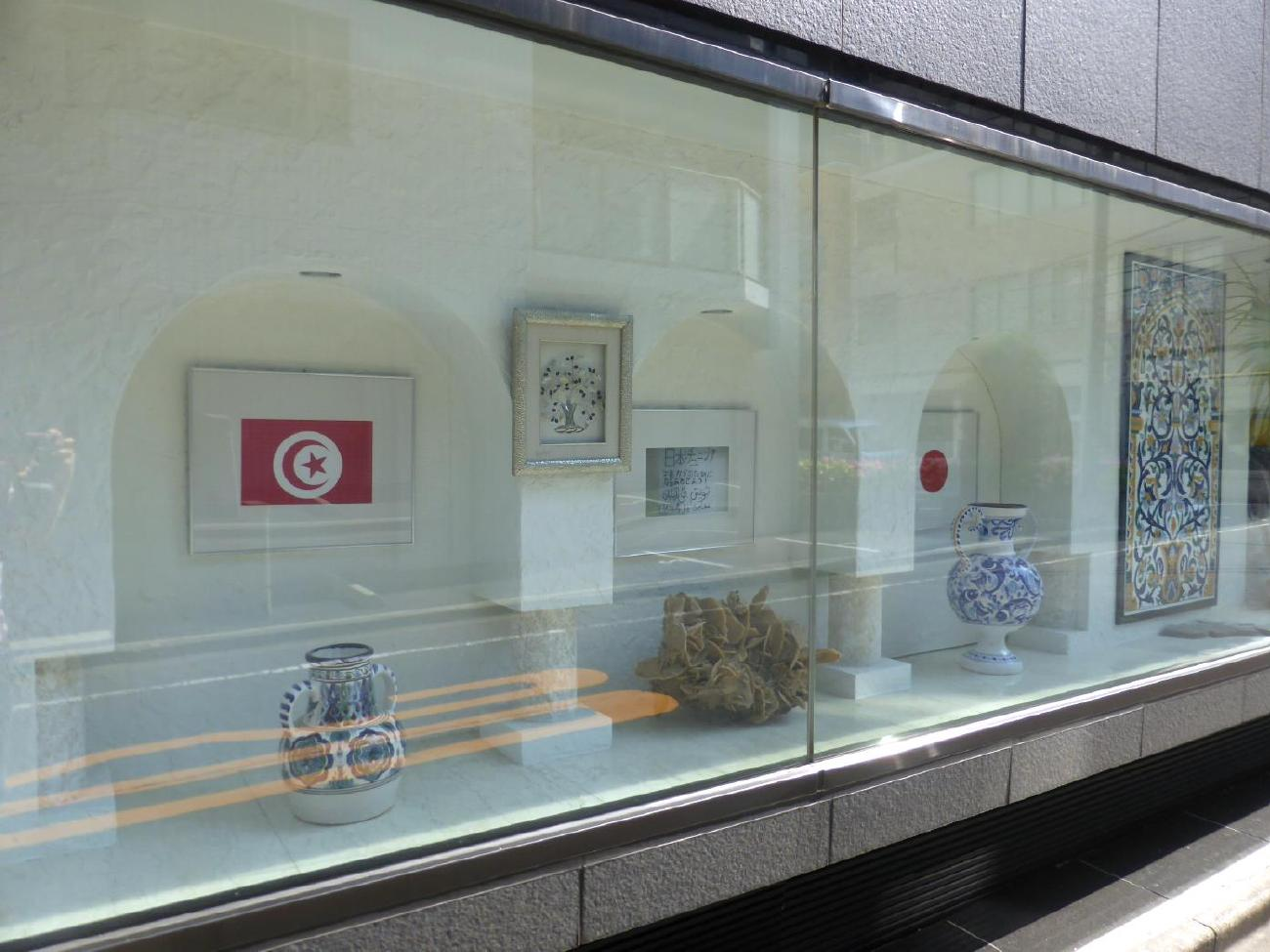
友好を示すディスプレイ

## ギャラリー

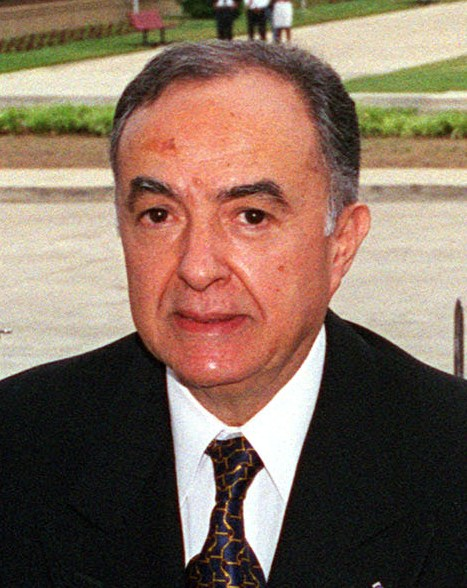
初代駐日大使を務めたハビーブ・ベン・ヤヒア（英語版）
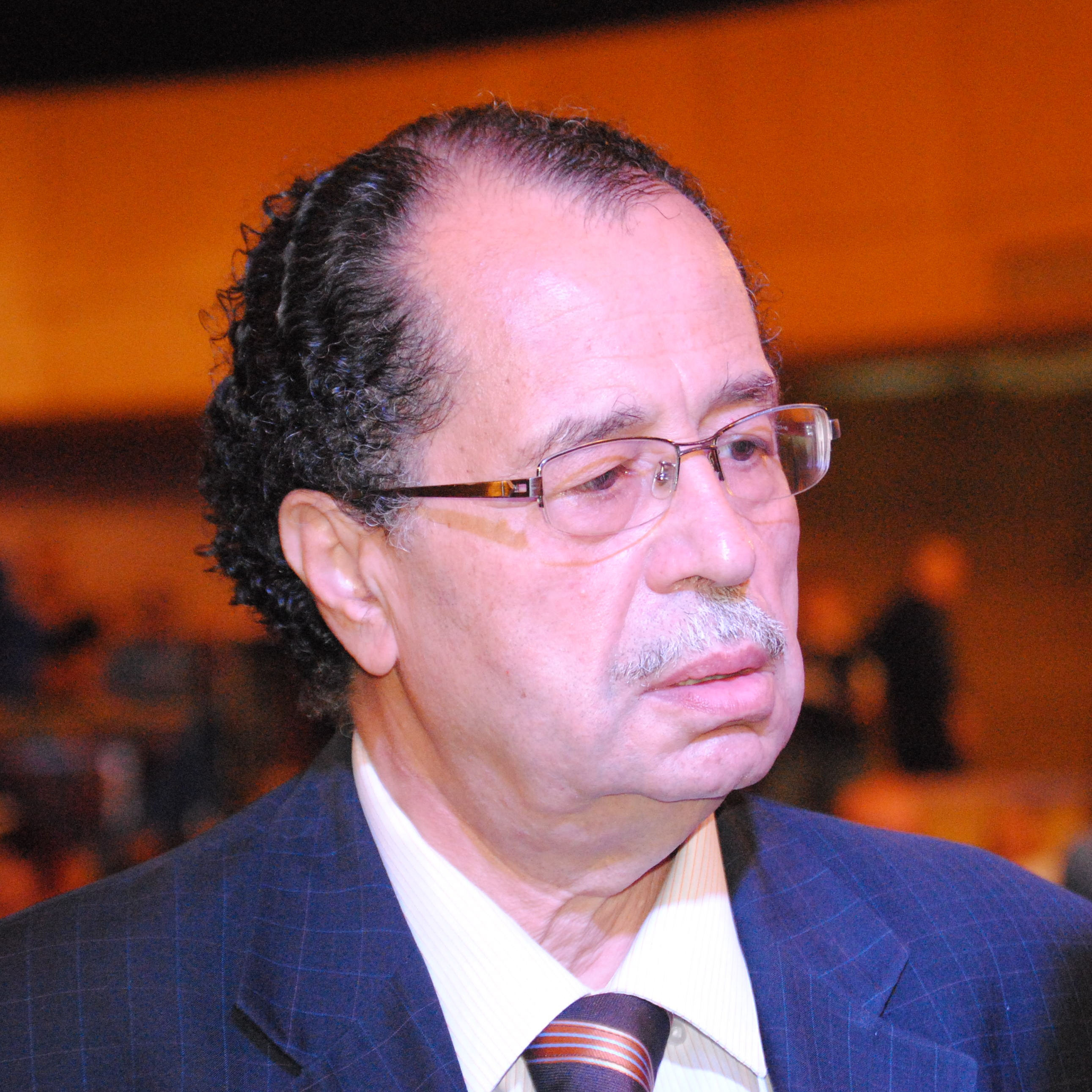
駐日大使を務めたヌルディーン・ハシェッド（フランス語版）
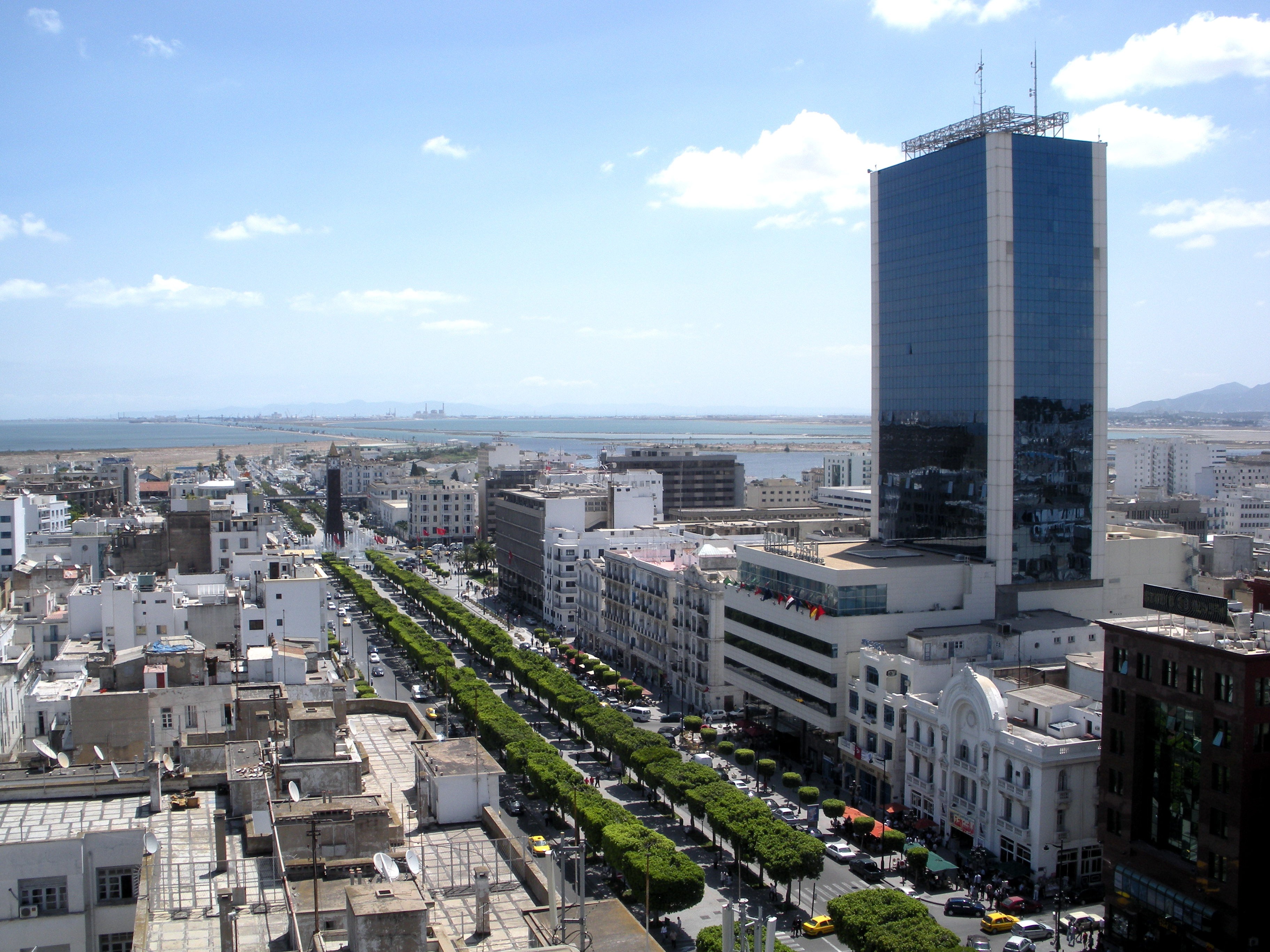
日本国大使館が設置される首都チュニス
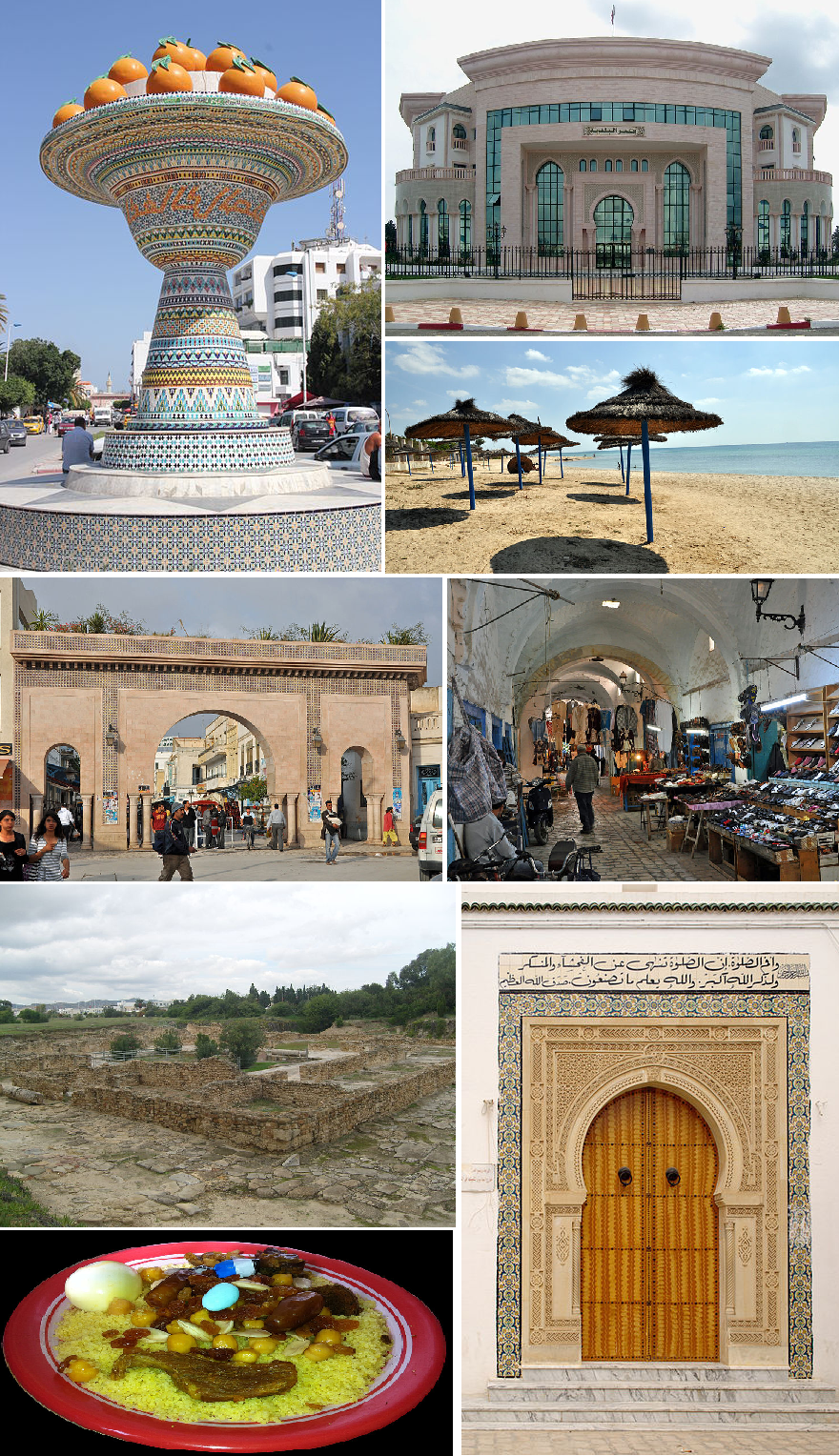
瀬戸市と姉妹都市であるナブール